# 마법의 스테이지 팬시라라
마법의 스테이지 팬시라라(魔法のステージ・ファンシーララ)는 1998년에 스튜디오 피에로에서 제작한 마법소녀 애니메이션 시리즈이다. 카스가 루리카의 만화책 2권이 리본에서 나왔다.  
대한민국에서는 2001년 3월 26일부터 2001년 11월까지 투니버스를 통해 방영되었다.

## 줄거리
어느날, 9세 소녀 시노하라 미호는 낯선 사람에게 2개의 박제 공룡을 받는다. 박제 공룡이 삶에 와서 마법의 스케치북과 펜을 선물한다. 한계 내에서 다양한 통제 정도에 따라 스케치북을 그리고 그림을 현실로 가져올수 있다. 미호는 또한 10대 소녀로 변신할 수 있다. 그녀는 팬시 라라라는 이름을 붙였다. 팬시 라라는 스타의 길을 걷기 시작한다.

## 등장인물

### 주요 등장인물
시노하라 미호/팬시 라라
성우 - 오오모리 레이코/양정화
9세의 초등학생 소녀로 어느날 만화를 그리는 꿈을 꾼다. 
모구
성우 - 네야 미치코/윤여진
시노하라 미호와 함께 다니는 작은 분홍색 공룡.
피구
성우 - 아다치 시노부/이자명
시노하라 미호와 함께 다니는 작은 파란색 공룡.

## 방영 에피소드 목록
1. 미호의 화려한 변신
2. 하라주쿠에서 라라의 데뷔
3. 심장이 뛰는 TV 출연!
4. 일요일에 더블 데이트!
5. 미호와 라라의 바쁜 하루!
6. 라라의 경쟁자는?
7. 모코의 무서운 배려 의무
8. 새끼 고양이 릴루와 마법의 비밀!
9. 내가 가수가 될수 있는 방법이 없어!
10. CD 출시 캠페인 재난!
11. 처절한 핀치 히터!
12. 너는 누구야?
13. 라라와 하로야의 스캔들!
14. 토일랜드에서의 미호!
15. 꿈은 끝이 없어
16. 미호의 첫번째 홀로 여행!
17. 물 임프가 등장한 날!
18. 라라는 큐피드야!
19. 치사가 뒤에 남겨진 것
20. 엄마와 함께?!
21. 아사카 씨의 여자 친구?!
22. 특종! 라라의 정체가 드러나다!
23. 내 동생의 남자 친구
24. 라라의 첫번째 콘서트
25. 라라가 사라졌어!
26. 나는 너를 사랑해!